# Kviddtjärnen (Hällefors socken, Västmanland, 664226-142677)
Kviddtjärnen är en sjö i Hällefors kommun i Västmanland och ingår i Göta älvs huvudavrinningsområde.